# Impasse Girardon
Impasse Girardon är en återvändsgata i Quartier des Grandes-Carrières i Paris 18:e arrondissement. Impasse Girardon, som börjar vid Avenue Junot, är uppkallad efter den franske barockskulptören François Girardon (1628–1715).

## Omgivningar
- Sacré-Cœur
- Saint-Pierre de Montmartre
- Square Suzanne Buisson
- Château des Brouillards
- Rue Girardon

## Kommunikationer
- Tunnelbana – linje  – Lamarck – Caulaincourt
- Busshållplats Moulin de La Galette – Paris bussnät, linje 40
- Busshållplats Abreuvoir–Girardon – Paris bussnät, linje 40

### Webbkällor
- ”Impasse Girardon”. Mairie de Paris. http://www.v2asp.paris.fr/commun/v2asp/v2/nomenclature_voies/Voieactu/4138.nom.htm. Läst 25 februari 2021.
- ”Impasse Girardon”. Les rues de Paris. http://www.parisrues.com/rues18/paris-18-impasse-girardon.html. Läst 25 februari 2021.